# Andreas Ravelli
Andreas Ravelli (* 13. srpna 1959, Vimmerby, Švédsko) je bývalý švédský fotbalista a trenér, který hrával na pozici obránce. Za švédskou fotbalovou reprezentaci nastoupil k 41 zápasům a vstřelil 2 góly. Po ukončení fotbalové kariéry trénoval v letech 1997–1998 klub Östers IF, v němž strávil největší část svého fotbalového života. Založil také fotbalový kemp pro mládež.

## Rodina
Rodiče byli rakouští imigranti italského původu. Jeho bratr-dvojče Thomas hrál také fotbal, avšak na pozici brankáře. Oba bratři spolu hráli ve švédské reprezentaci i v klubu Östers IF.

## Klubová kariéra
Ve Švédsku získal celkem tři ligové tituly v dresu Östers IF. Mimo krátkého účinkování v IFK Göteborg působil poté ještě v klubech Hovmantorp a Lenhovda IF.

## Reprezentační kariéra
Nastupoval i za švédskou fotbalovou reprezentaci. V A-týmu Švédska zažil debut 12. listopadu 1980 v kvalifikačním utkání s Izraelem (remíza 0:0). 15. května 1983 vstřelil v A-týmu Švédska svůj první gól v kvalifikačním střetnutí s Kyprem, pomohl tak k vítězství 5:0.
Nezúčastnil se žádného vrcholového turnaje. Celkem odehrál v letech 1980–1989 v seniorském národním týmu 41 zápasů, v nichž se dvakrát střelecky prosadil.

### Reprezentační góly
Góly Andrease Ravelliho za A-tým Švédska
| Gól | Datum       | Stadion                       | Soupeř | Skóre | Výsledek | Soutěž                   |
| --- | ----------- | ----------------------------- | ------ | ----- | -------- | ------------------------ |
| 010 | 15. 5. 1983 | Malmö Stadion, Malmö, Švédsko | Kypr   | 4:0   | 5:0      | Kvalifikace na Euro 1984 |
| 02  | 21. 8. 1985 | Malmö Stadion, Malmö, Švédsko | Polsko | 1:0   | 1:0      | Přátelský zápas          |